# Steve Timmons
Steve Dennis Timmons (ur. 29 listopada 1958 w Newport Beach) – amerykański siatkarz, reprezentant Stanów Zjednoczonych. Trzykrotny medalista olimpijski. Członek amerykańskiej galerii sław siatkarskich - Volleyball Hall of Fame.
Dwukrotnie znajdował się w składzie mistrzów olimpijskich, w Los Angeles i Seulu. W 1992 w Barcelonie zdobył brązowy medal. Był także mistrzem świata w 1986. Grał m.in. we Włoszech, w Messaggero Ravenna (razem z Karchem Kiralym), był mistrzem tego kraju w 1991, a rok później triumfował w Pucharze Europy.